# Pierre Broué
Pierre Broué, född 8 maj 1926 i Privas i Ardèche, död 27 juli 2005 i Grenoble, var en fransk historiker och militant trotskist. Han har publicerat böcker om bolsjevikpartiet, spanska inbördeskriget och Lev Trotskij.

## Biografi
Pierre Broué föddes år 1926 i Privas. Vid 14 års ålder organiserade han en kommunistisk ungdomsgrupp vid Lycée Henri-IV i Paris och deltog i motståndsrörelsen mot den tyska ockupationsmakten. År 1943 upplöste Stalin Komintern, vilket ledde till att Broué lämnade franska kommunistpartiet och istället anammade trotskismen. Från mitten av 1960-talet föreläste han som professor vid Université Grenoble-Alpes. Broué kritiserade stalinismen i flera av sina bokverk.
Pierre Broué avled den 27 juli 2005 i Grenoble, 79 år gammal.